# Ruanda en los Juegos Olímpicos de Los Ángeles 1984
Ruanda estuvo representada en los Juegos Olímpicos de Los Ángeles 1984 por tres deportistas, dos hombres y una mujer, que compitieron en atletismo.
El equipo olímpico ruandés no obtuvo ninguna medalla en estos Juegos.